# Donatuskerk (Leermens)
De Donatuskerk is een middeleeuwse kerk in het Groninger dorp Leermens (gemeente Eemsdelta).

## Beschrijving
De kerk, die genoemd is naar de heilige Donatus van Arezzo (4e eeuw), bevindt zich op een van de hoogste wierden van de provincie Groningen. De bouw van de kerk is begonnen rond 1050. In het bouwwerk zijn zowel romaanse als romanogotische en gotische elementen te onderscheiden. Ook het bouwmateriaal is gemengd: zowel tufsteen als baksteen. De kerk raakte zwaar beschadigd bij een brand in 1957.

### Exterieur
De oorspronkelijke kerk werd gebouwd in tufsteen. De zijmuren van het schip resteren uit die periode, met inbegrip van de rondbogige vensters en rondboogfries in het schip. Het transept is van latere datum, waarbij tufsteen is hergebruikt, overigens is het opgetrokken in baksteen. Het koor is volledig in baksteen en duidelijk romanogotisch.
De kerk heeft tegenwoordig een dakruiter. Oorspronkelijk had de kerk een westwerk met twee spitsen, dat in 1822 wegens bouwvalligheid werd vervangen door een houten dakruiter. De huidige dakruiter is van na de brand in 1957. In de ruiter hangt een luidklok uit 1971.

### Interieur
In het interieur bevinden zich schilderingen uit de periode 1400-1450 van Sint Sebastiaan, de tronende Maria met kind en Sint Ursula (de mantelmadonna). De laatste schildering laat Ursula zien met schuilende maagden - volgens de legende elfduizend in getal - onder haar mantel (zie afbeelding).
Het gewelf in het koor is voorzien van een gevarieerd patroon van metselmozaïek. Hoog in het midden van dit gewelf bevindt zich een rozet met een afbeelding van het Lam Gods. In de ring eromheen bevinden zich de symbolen (zie: afbeelding) van de vier Evangelisten: Matteüs (engel), Marcus (leeuw), Lucas (stier), en Johannes (adelaar).
Onder het koor bevindt zich een crypte, wellicht voor de heren van de borg Bolsiersema ten noorden van Leermens.
In 1510 stichtte Doeko Grovinck, sinds 1486 kerkheer te Middelstum, in de kerk van Leermens een prebende voor het zielenheil van zijn verwanten en voorouders. De stichting geschiedde ten behoeve van het altaar van Maria en Anna.
De preekstoel dateert uit de 17e eeuw. Eronder is een luik naar een kelder, die in de Tweede Wereldoorlog dienst heeft gedaan als schuilkelder voor onderduikers.
Het kerkorgel werd in 1964 gebouwd door de orgelbouwers Gebroeders Van Vulpen te Utrecht.

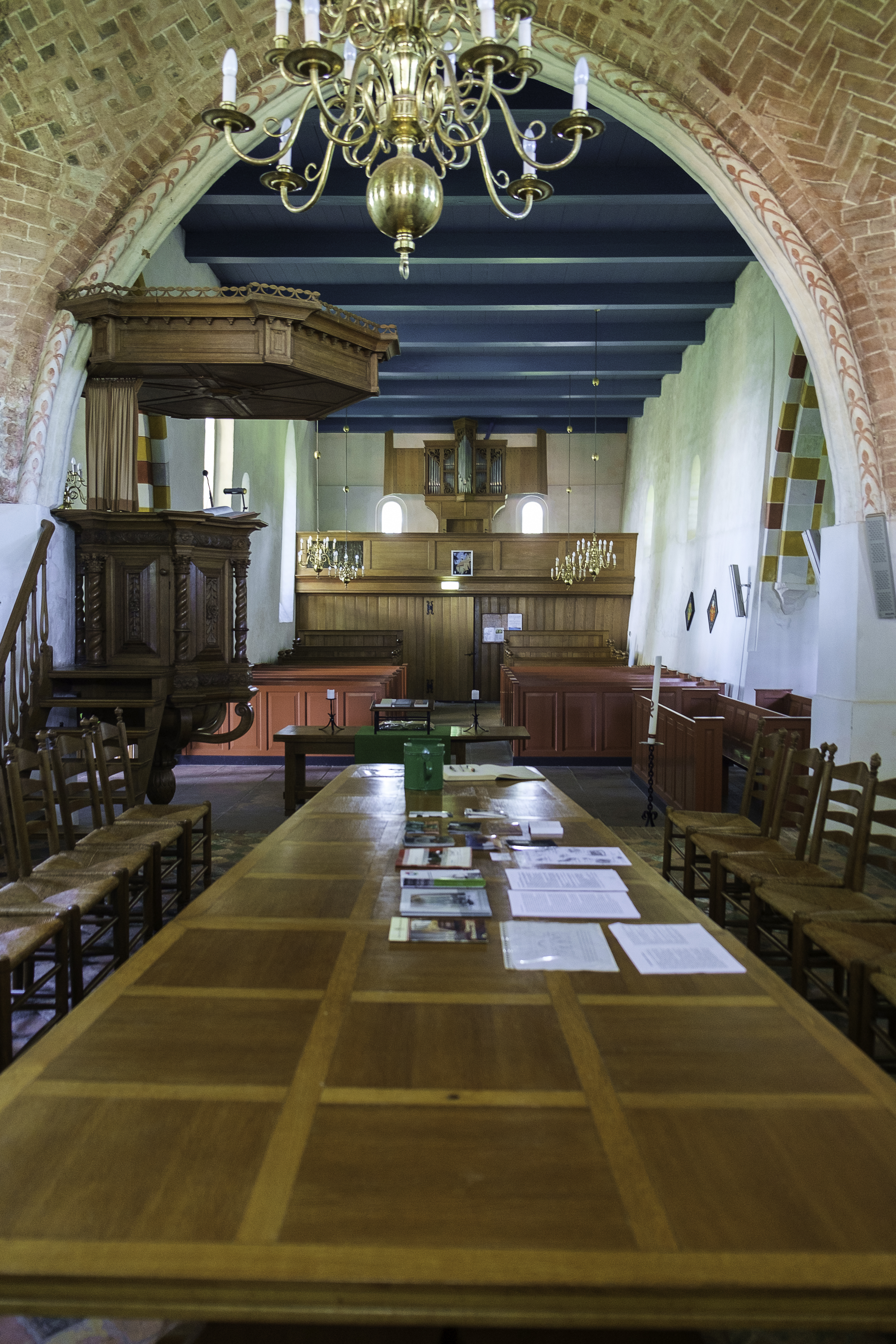
Interieur vanuit het koor
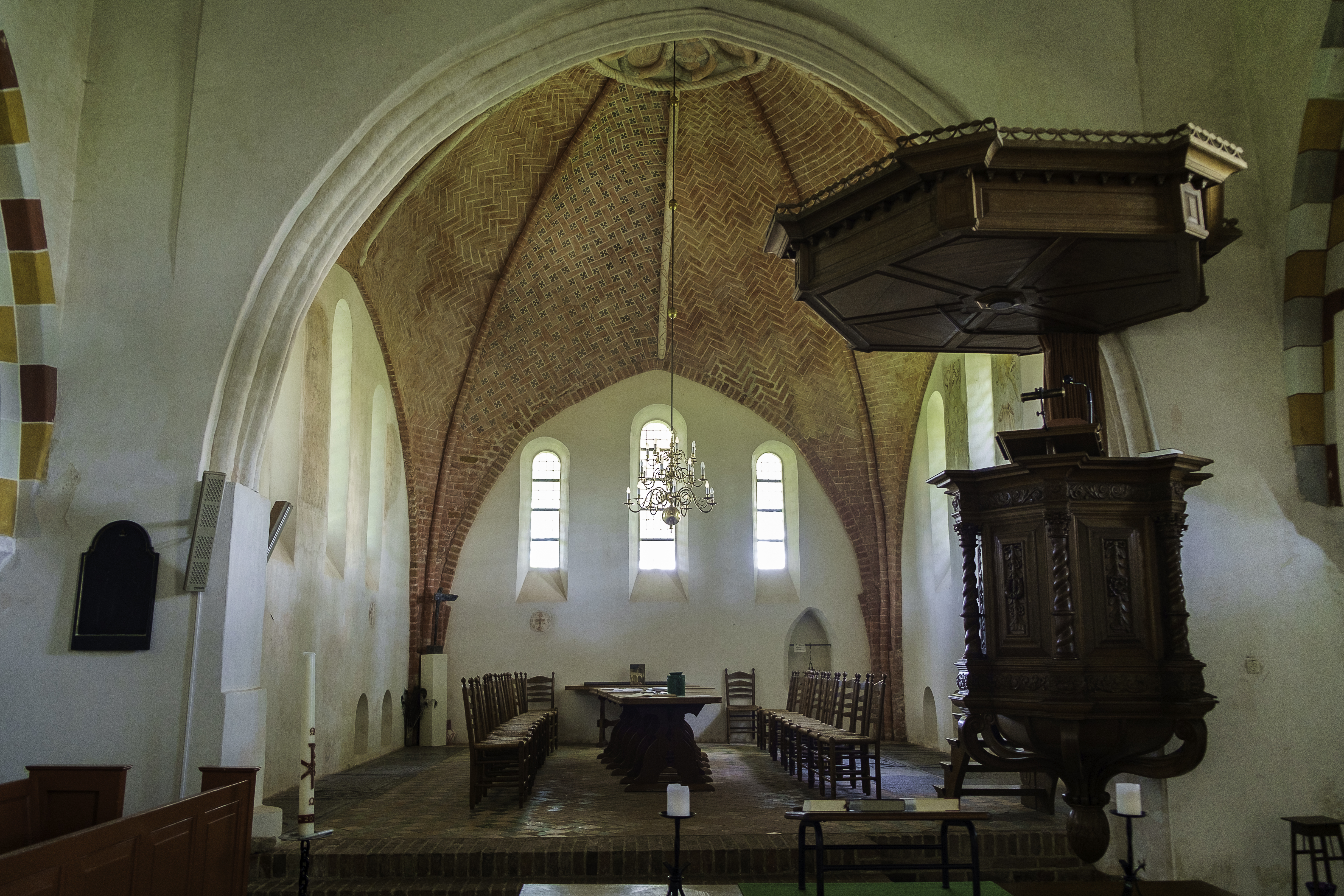
Koor
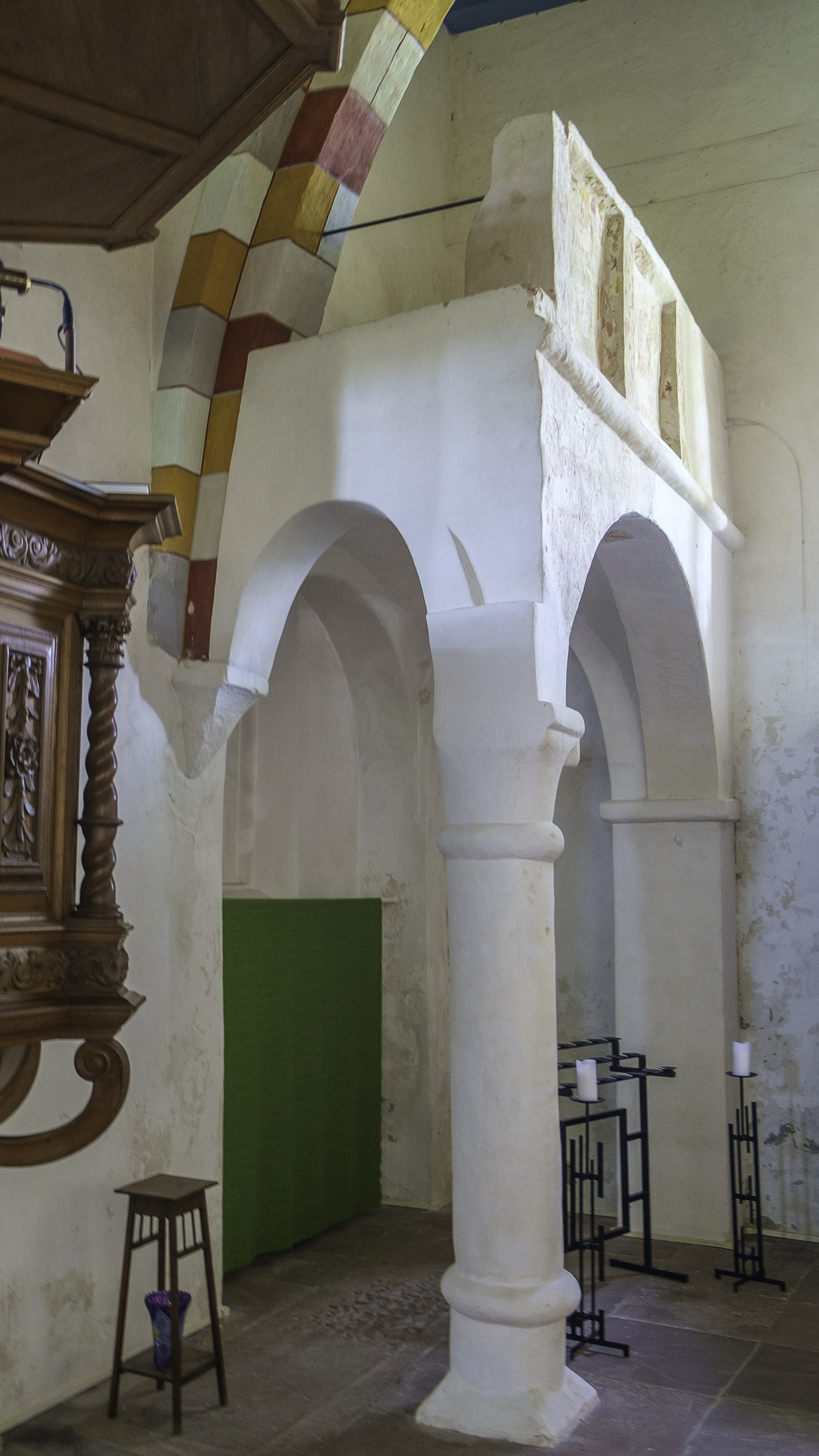
Doksaal
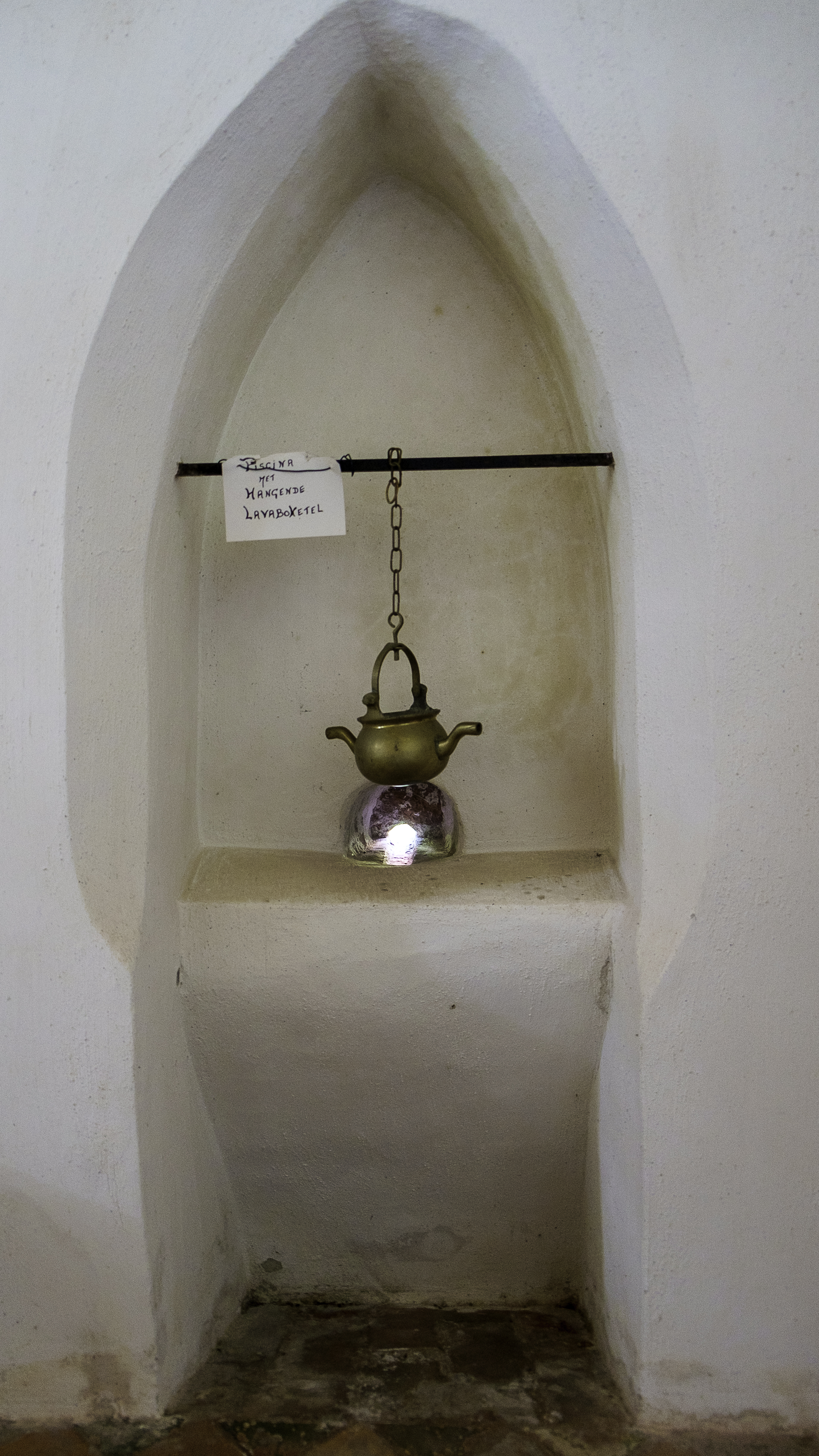
Piscina
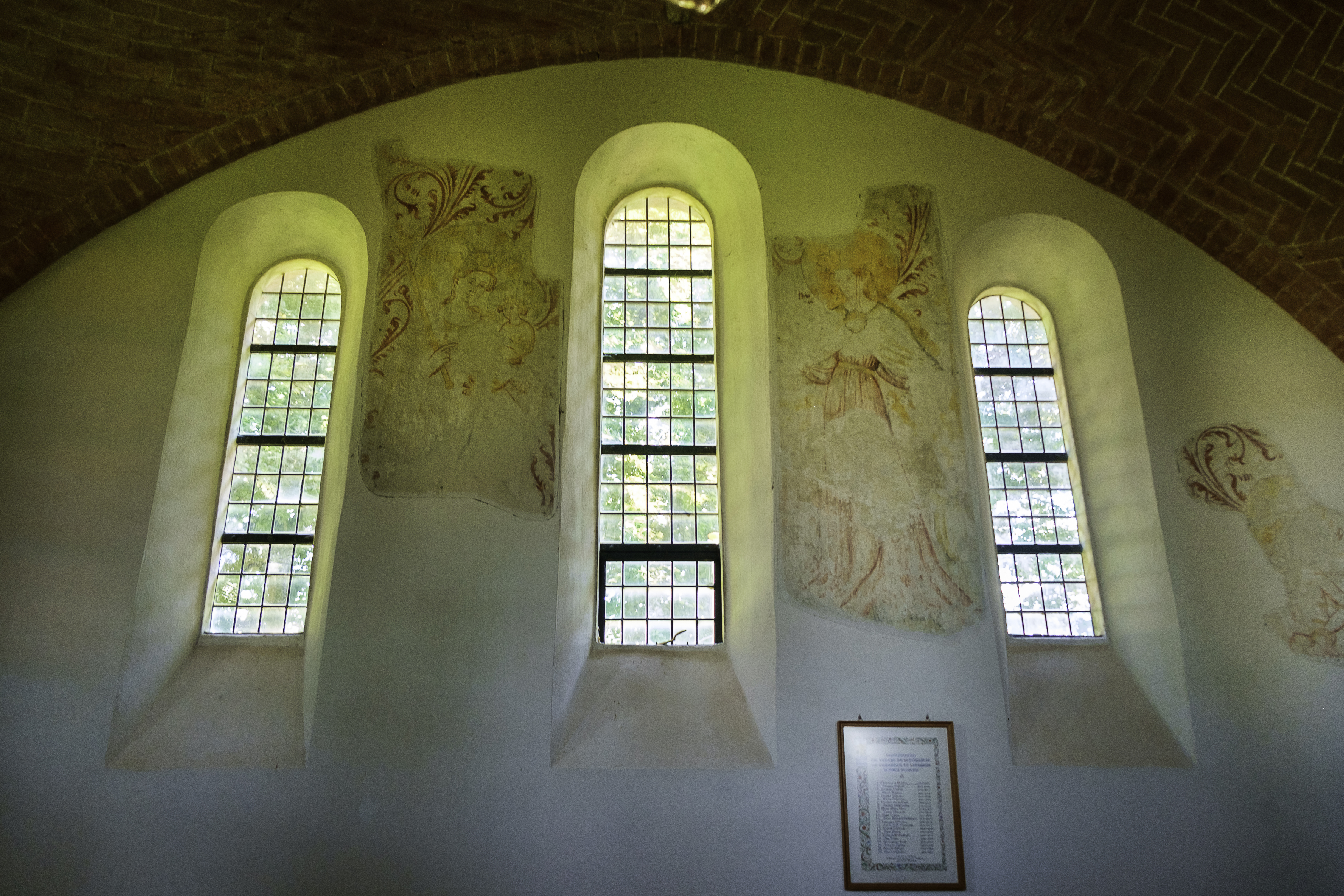
Vensters met middeleeuwse schilderingen
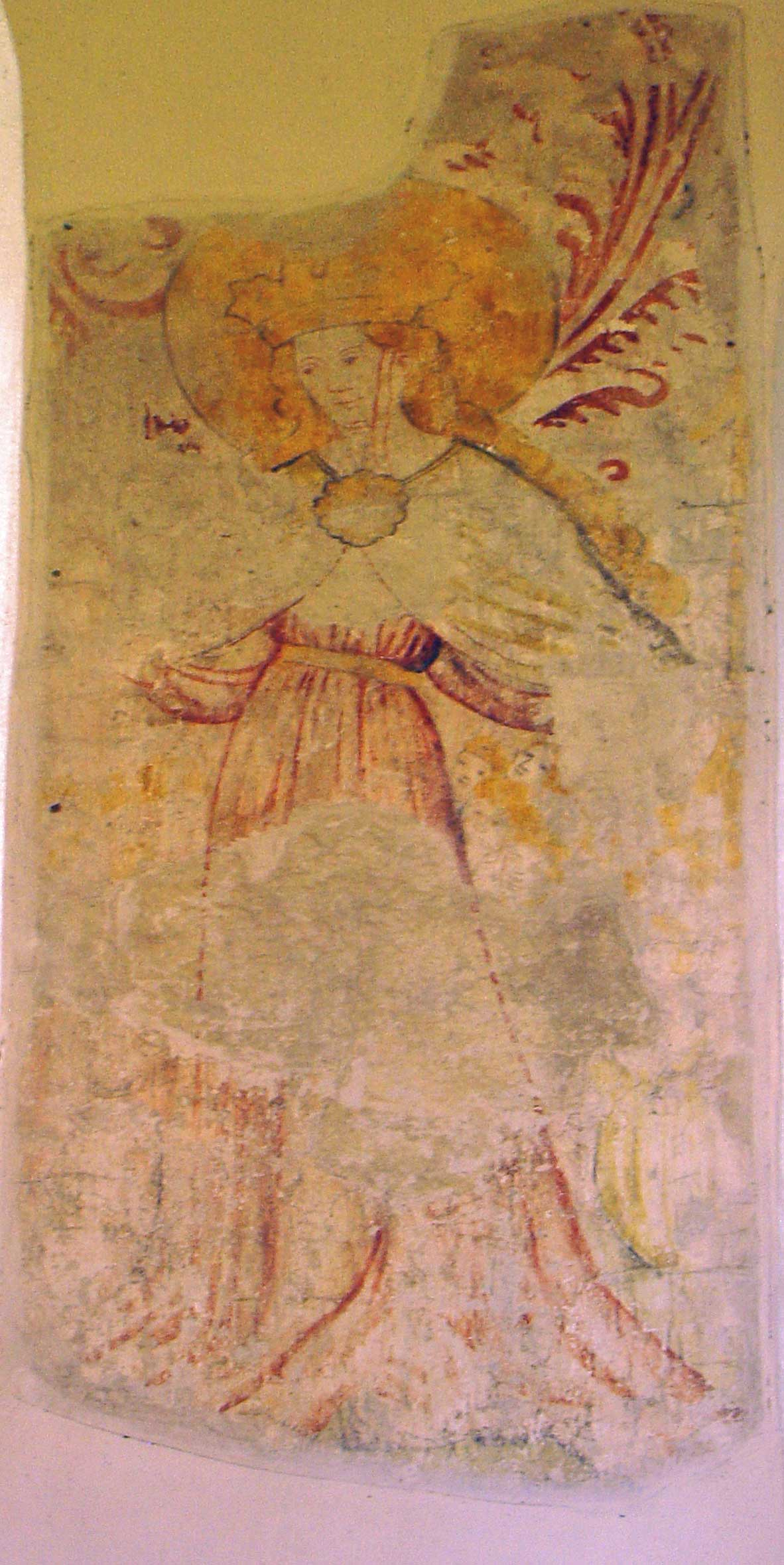
De mantelmadonna Sint Ursula
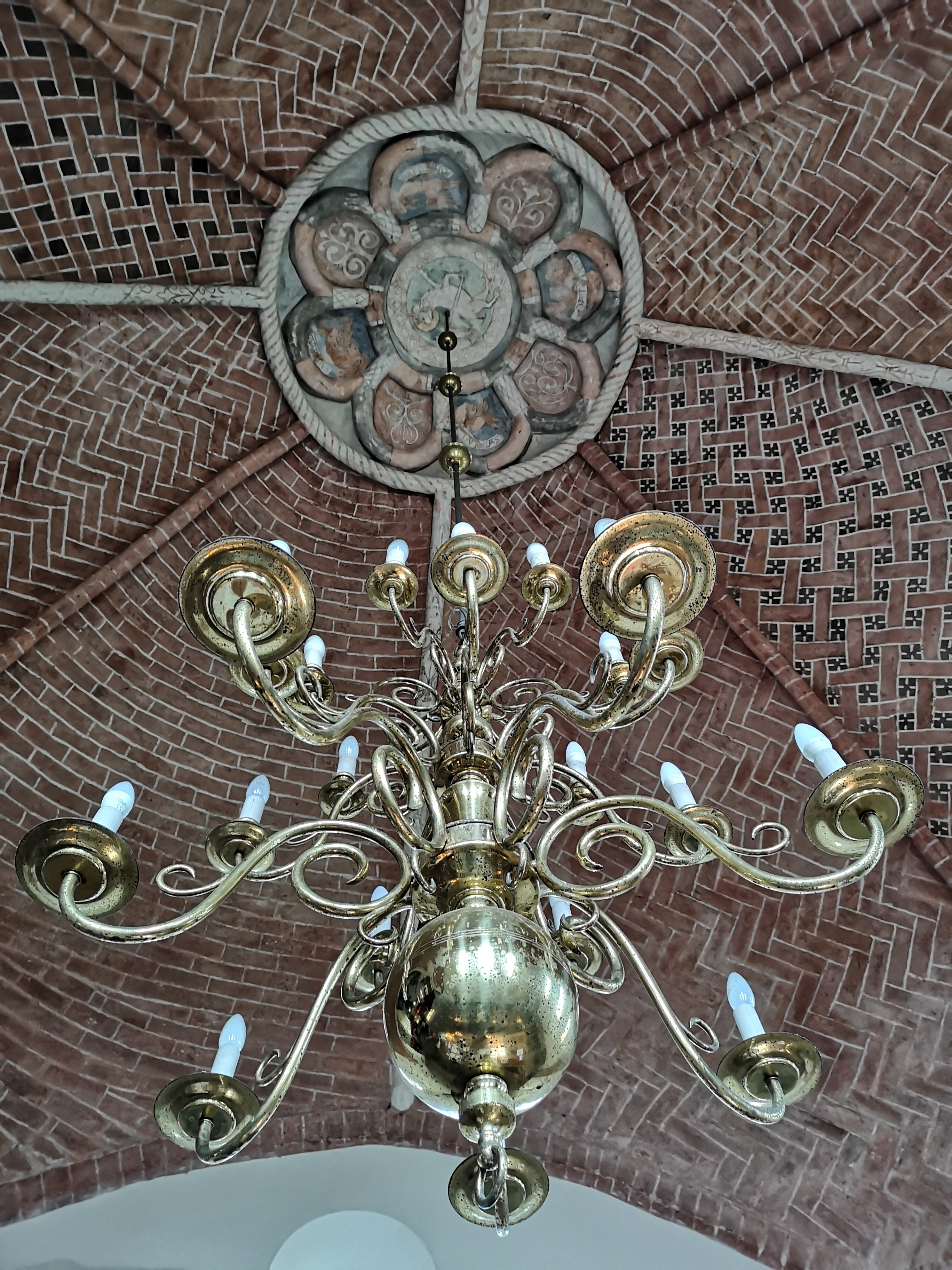
Het koepelgewelf in het koor van de Donatuskerk
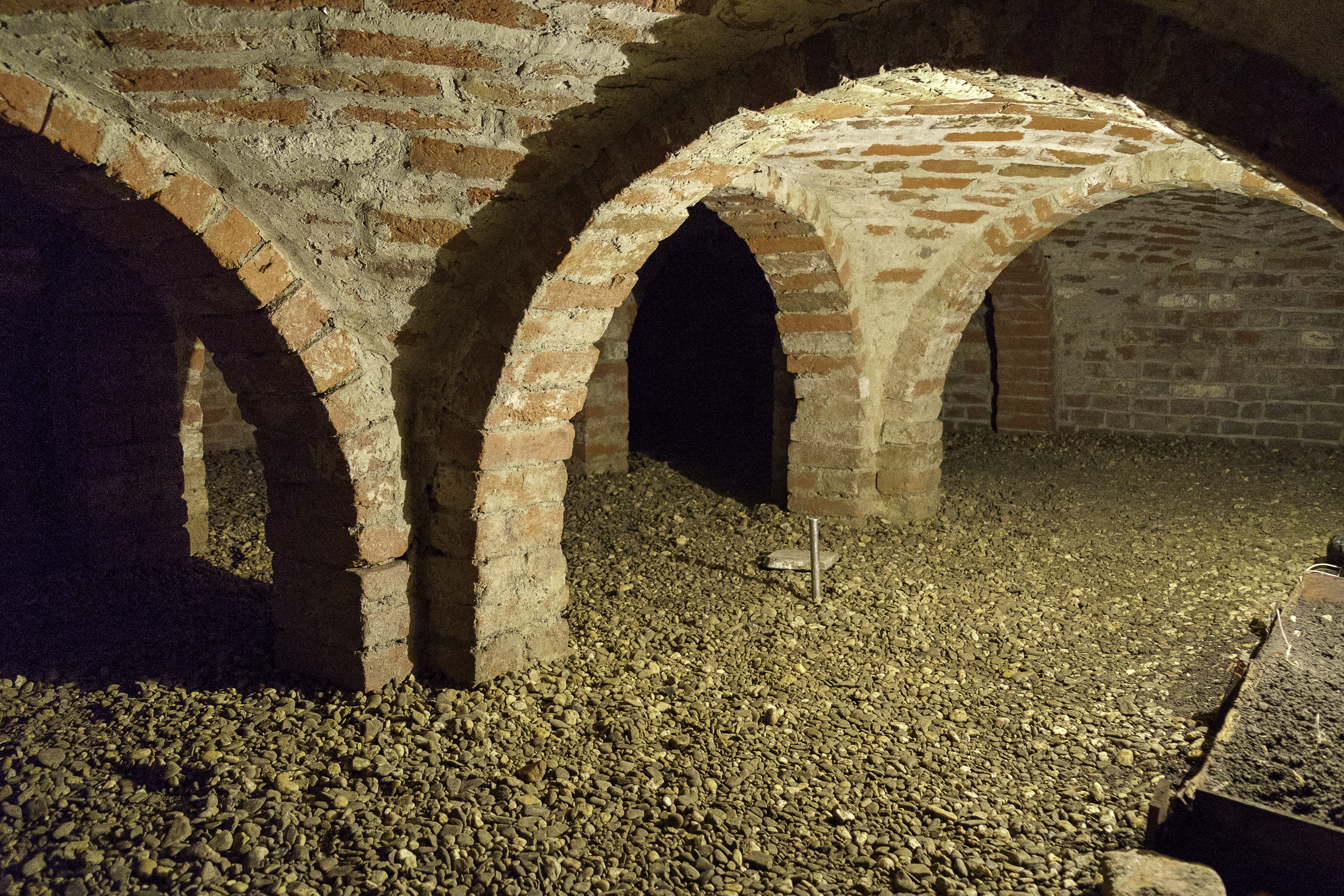
Gewelf onder de kerk
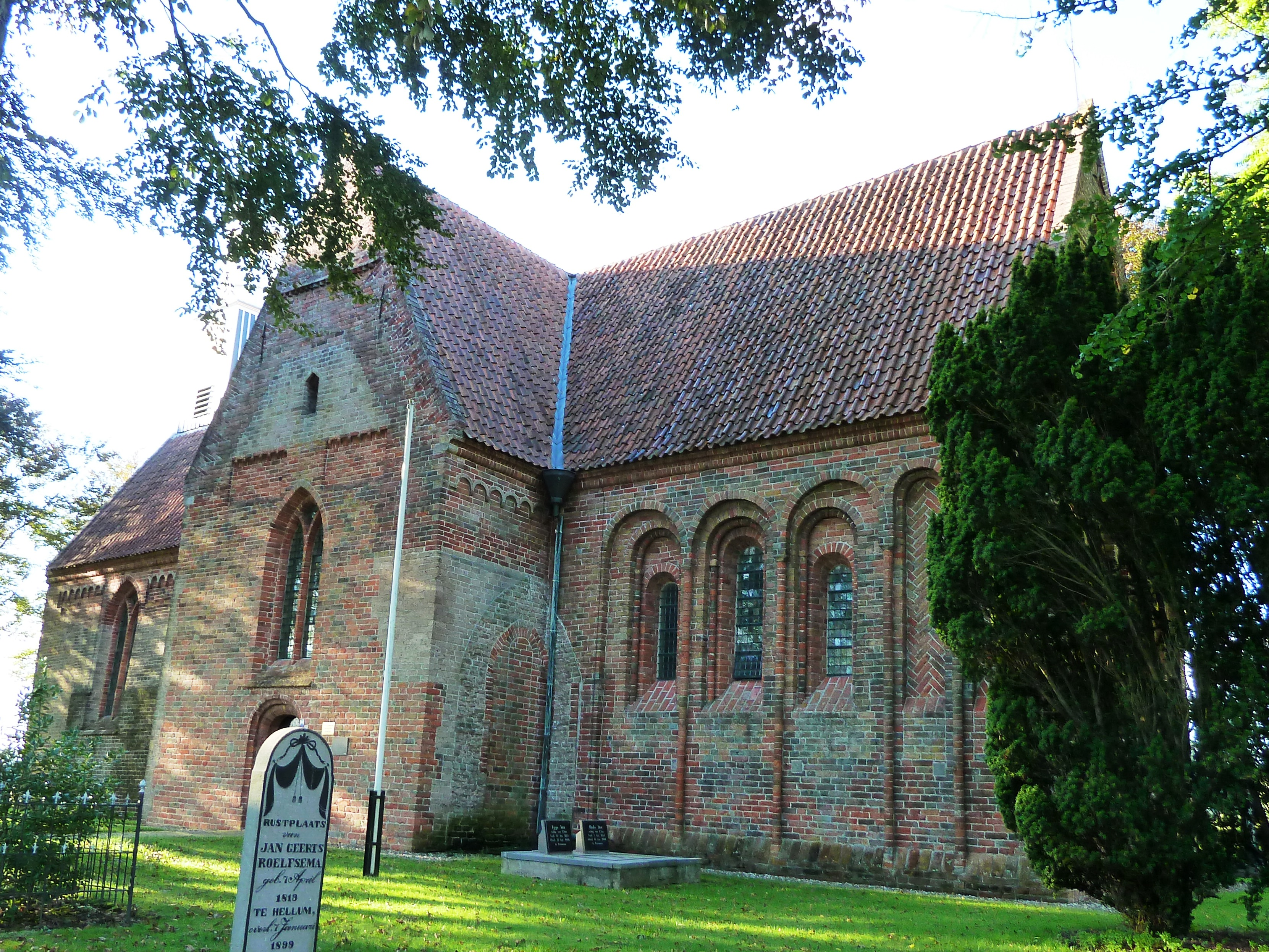
Zijaanzicht